# Altkopffüßer
Die Altkopffüßer (Palcephalopoda) sind eine äußerst diverse und artenreiche, aber fast völlig ausgestorbene Gruppe der Kopffüßer (Cephalopoda), zu der auch die rezenten Perlboote (Gattungen Nautilus und Allonautilus) mit fünf oder sechs Arten gehören. Insgesamt sind an die 11000 fossile Arten und 1800 Gattungen beschrieben worden. Die Monophylie der Gruppe ist jedoch umstritten, und möglicherweise handelt es sich sogar um eine polyphyletische Gruppierung, die dann aus dem System der Kopffüßer eliminiert werden muss. Sie wird als die Schwestergruppe der Neukopffüßer (Neocephalopoda) angesehen. Die Einteilung der Kopffüßer (Cephalopoda) in Altkopffüßer (Palcephalopoda) und Neukopffüßer (Neocephalopoda) reflektiert die Phylogenetik der heutigen Kopffüßer, bei denen die vielen Arten der innenschaligen Tintenfische (Coleoidea) den wenigen Arten der Perlboote (Gattungen Nautilus und Allonautilus) gegenüberstehen, d. h. Schwestergruppen darstellen. Der Einschluss der vielen fossilen Gruppen in diese beiden Gruppen würde das Konzept der Perlboote (Gattungen Nautilus und Allonautilus) und der Tintenfische (Coleoidea) völlig sprengen. Deshalb schlugen Lehmann & Hillmer (1980) die Einteilung der Kopffüßer in Palcephalopoda („Nautilus/Allonautilus-Linie“ = Altkopffüßer) und Neocephalopoda („Coleoidea-Linie“ = Neukopffüßer) jeweils unter Einschluss der fossilen Gruppen vor. In anderen Textbüchern werden die Altkopffüßer auch als Nautiloidea im weiteren Sinne bezeichnet. Die Gruppe der Altkopffüßer umfasst die ältesten Ordnungen der Kopffüßer sowie Gruppen, die durch eine extrem dotterreiche Frühentwicklung vergleichbar den rezenten Perlbooten ausgezeichnet sind.

## Charakterisierung
Die Altkopffüßer (Palcephalopoda) sind im Vergleich zu den meisten Neukopffüßern (Neocephalopoda) durch eine extrem dotterreiche Entwicklung charakterisiert. Die Eier sind verhältnismäßig sehr groß und die Entwicklungszeit im Ei dauert sehr lange (beim heutigen Perlboot bis über ein Jahr). Aus dem Ei schlüpfen dann fertige kleine Miniaturadulte; beim heutigen Perlboot mit bis zu 3 cm Gehäusedurchmesser. Die Vermehrungsstrategie ist auf wenige, dafür sehr weit entwickelte Nachkommen ausgelegt. Im Gegensatz dazu sind die Eier der meisten Neukopffüßer klein (wenige Millimeter) und die Entwicklung dauert in der Regel grob etwa einen Monat. Die Vermehrungsstrategie ist auf viele Nachkommen (mehrere hundert) ausgelegt, die zwar bereits voll ausgebildet sind (Miniaturadulte), jedoch noch recht klein sind. Dadurch, dass die Altkopffüßer in der Regel ihre individuelle Entwicklung im Gehäuse konservieren, lässt sich die obige Vermehrungsstrategie bei entsprechender Schalenerhaltung auch bei den vielen fossilen Formen nachweisen. Aufgrund seiner speziellen Lebensweise und vieler mutmaßlich abgeleiteter Merkmale (z. B. vier Kiemen) ist das heutige Perlboot jedoch kein gutes Beispiel für die Baupläne und Lebensweise der meisten ausgestorbenen Gruppen. Lediglich die Funktionsweise des Gehäuses (Phragmokon) dürfte auch auf die fossilen Altkopffüßer übertragbar sein.
Die Gehäuseform ist äußerst vielgestaltig und reicht von gestreckten (orthokon), gekrümmten (cyrtokon) bis zu lose eingerollten (gyrokon) und ganz eingerollten Formen. Sogar schneckenartig aufgerollte und Formen mit besonderer Ausbildung der Wohnkammer kommen vor. Die ersten Altkopffüßer erscheinen im Oberen Kambrium bereits mit einer hohen Diversität. Die höchste Diversität wird jedoch im Ordovizium erreicht. Nach mehreren Krisen in der Evolution sind sukzessive immer mehr Gruppen ausgestorben bis nur noch die fünf oder sechs Arten der heutigen Perlboote übrig geblieben sind.

## Systematik
Insgesamt sind bisher etwa 50 Gruppen der fossilen Kopffüßer für den Ordnungsrang vorgeschlagen worden. Allerdings sind viele Ordnungen schlecht begründet und können nicht anerkannt werden. Die Verwandtschaftsbeziehungen zwischen den einzelnen Gruppen sind ebenfalls oft schlecht begründet bzw. noch nicht erforscht, und viele Autoren bevorzugen daher einfach eine Auflistung der allgemein anerkannten Ordnungen, obwohl manche Großgruppen (z. B. Actinocerida, Endocerida) sicherlich eine eigenständige Entwicklung aus der basalen Gruppe der Kopffüßer, den Ellesmerocerida heraus durchgemacht haben. Das System ist derzeit immer noch sehr „im Fluss“, und laufend werden auch noch neue Ordnungen vorgeschlagen.

### Systematik der Altkopffüßer (als Auflistung der Ordnungen)
- Ellesmerocerida (inkl. Unterordnungen Ellesmerocerina, Plectronocerina, Cyrtocerinina)
- Endocerida (inkl. Unterordnungen Endocerina, Yanhecerina, Allotriocerina)
- Intejocerida
- Dissidocerida
- Bajkalocerida
- Actinocerida (inkl. Unterordnungen Actinocerina, Protactinocerina)
- Ascocerida
- Tarphycerida
- Discosorida
- Oncocerida
- Rutocerida (Devonische Nautiliden)
- Solenochilida vel Tainocerida (Post-Devonisch bis Triassische Nautiliden)
- Pseudorthocerida
- Nautilida (Post-Triassische Nautiliden)

Die in den meisten Textbücher den Altkopffüßern bzw. der Großgruppe Nautiloidea zugerechnete Ordnung Orthocerida muss nach neueren Untersuchungen wohl den Neukopffüßern (Neocephalopoda) zugerechnet werden (Kröger).
Alternativ könnten die Altkopffüßer auch in vier Überordnungen gegliedert werden (Shevyrev).

### Systematik der Altkopffüßer (mit Überordnungen)
- Ellesmeroceratoidea
- Actinoceratoidea
- Endoceratoidea
- Nautiloidea

Allerdings ist die Zugehörigkeit von etlichen Ordnungen (z. B. Bajkalocerida, Dissidocerida, Intejocerida, Discosorida) zu einer dieser Überordnungen noch höchst unsicher. Die erst kürzlich aufgestellte Überordnung Astrovioidea Zhuravleva & Doguzhaeva, 2004 und deren einzige Ordnung Palliocerida Marek, 1999 können nicht akzeptiert werden, da sie auf einer völlig falschen Interpretation der Entstehung der Intracameralablagerungen beruhen.